# Мікрорайон Арсенал (Івано-Франківськ)

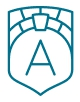
Логотип м-ну Арсенал

Арсенал — повністю новий житловий мікрорайон у південній частині Івано-Франківська, забудову якого почала у 2008 р. девелоперська компанія «Арсенал Сіті» (Маодот-І). Географічні межі збігаються з територією колишнього військового містечка № 13, де колись розташовувалася 70-а гвардійська мотострілецька дивізія, у межах вулиць Національної Гвардії-Є. Коновальця-О. Сорохтея в м. Івано-Франківську. Площа ділянки — 17,3641 га. Назва житлового комплексу змінена на «Паркове містечко». Паркове містечко — житловий комплекс комфорт-класу в престижній частині міста Івано-Франківськ. Містечко розташоване на вул. Національної Гвардії поруч із парком ім. Т. Шевченка та за 15 хв пішої ходи від центру міста.

## Характеристика мікрорайону
Забудова вміщатиме близько 2 400 квартир із населенням близько 8 000 осіб. Проєктне співвідношення цільового призначення території: під благоустрій — 44 %, а під забудову — 56 %.
Площі загального використання становитимуть понад 30 000 м²:
- одна велика паркова зона;
- понад 30 дитячих майданчиків, два з яких для гри у футбол;
- два дитячих садки на 90 дітей (збудований один дитячий садочок «Первісток», другий не планують — по інформації від забудовника МЖК Експрес-24);
- школа на 700 місць (не буде по інформації від забудовника МЖК Експрес-24);
- фітнес-центр;
- ІТ-центр на 4 000 м²;
- приміщення обслуговування (пральні, аптеки, банки, поштові відділення, стоматологічні кабінети тощо).

## Хід будівництва
1 жовтня 2007 року Івано-Франківська міськрада передала ТОВ «Маодот-І» в оренду земельні ділянки для комплексної забудови житлового мікрорайону терміном на десять років. Протягом 2007—2008 згідно з договором компанією-забудовником було передано військовослужбовцям 173 квартири загальною площею 12600 м.кв. Розчищення території та проведення інженерних комунікацій почалося 2008 р. Станом на грудень 2014 року, прокладено уже всі інженерні мережі за межами мікрорайону, а також зводиться перші 4 багатоповерхівки(№ 39, № 44, № 45, № 85) збоку вулиці Національної Гвардії. Станом на 01.10.2020 введено в експлуатацію 14 житлових будинків, це 1-3 черга будівництва та приватний заклад дошкільної освіти (ясла-садок) «Первісток».
- 1 черга (будинки № 46, 47, 48, 49) введено в експлуатацію в III—IV кв. 2015 року.
- 2 черга (будинки № 45, 39, 40, 41, 44) введено в експлуатацію IV кв. 2016 — I квартал 2017 року
- 3 черга (будинки № 42, 43, 85, 87, 86) введено в експлуатацію I кв. 2019 II кв. 2019 року.
- 4 черга (будинки № 7.1-7.9) здачу в експлуатацію заплановано на IV кв. 2020 року.
- 5 черга (будинки № 10.1-10.2) здачу в експлуатацію заплановано на II кв. 2021, будинки № 10.3-10.6 в проєкті.
- 6 черга (будинки № 12.2, 12.3, 12.5) здачу в експлуатацію заплановано на IV кв. 2022 року.

### Інфраструктура
На території житлового комплексу «Паркове містечко» розташований приватний заклад дошкільної освіти (ясла-садок) «Первісток». На даний момент у садочку «Первісток» функціонує 2 групи раннього віку (1-3 роки) та 2 групи дошкільного віку з вивченням англійської та польської мови [9].
У пішій доступності — загальноосвітня школа І-ІІІ ступенів № 12.
На території комплексу відкрито продуктовий маркет та магазин будівельних матеріалів, також функціонує студія живих квітів.

## Генплан
Генплан мікрорайону проходить складну еволюцію, перебирають багато варіантів, оскільки район забудовують із нуля, а це дає унікальну можливість застосувати найновіші світові розробки та інновації у сфері містобудування та містопланування.

## Специфіка
Характерним є те, що мікрорайон повністю зводять із нуля. Такі випадки трапляються доволі рідко.
На території житлового комплексу функціонує музей «Герої Дніпра».